# Альмедіна
Альмедіна (ісп. Almedina) — муніципалітет в Іспанії, у складі автономної спільноти Кастилія-Ла-Манча, у провінції Сьюдад-Реаль. Населення — 692 особи (2010).
Муніципалітет розташований на відстані близько 210 км на південь від Мадрида, 95 км на південний схід від Сьюдад-Реаля.

## Демографія
Динаміка населення (INE ):